# Ard van der Steur
Gerard Adriaan (Ard) van der Steur (Haarlem, 7 oktober 1969) is een voormalig Nederlands minister en Tweede Kamerlid van de Volkspartij voor Vrijheid en Democratie (VVD). Van 20 maart 2015 tot en met 26 januari 2017 was hij minister van Veiligheid en Justitie in het kabinet-Rutte II. Hij trad af naar aanleiding van de "Teevendeal". Van 17 juni 2010 tot en met 20 maart 2015 was hij lid van de Tweede Kamer.

## Jeugd en vroege carrière
Van der Steur is geboren in Haarlem en komt uit een kleermakersgeslacht. Hij is de zoon van Ab van der Steur en Annelon H.B. ten Pas. Hij studeerde, na het atheneum aan het Lyceum Sancta Maria te Haarlem, van 1988 tot 1995 Nederlands recht aan de Universiteit Leiden.
Van der Steur was in zijn studententijd een actieve wedstrijddebater en won, onder andere, het Nederlands Kampioenschap Debatteren. Hij deed mee aan de Europese- en wereldkampioenschappen debatteren en was jarenlang het Nederlandse jurylid op het wereldkampioenschap debatteren voor middelbare scholen.
Van 1992 tot 1995 was Van der Steur medewerker bij de Nederlandse Orde van Advocaten. Van 1995 tot 2006 was hij advocaat en ook coördinator werving en selectie bij het advocatenkantoor NautaDutilh in Rotterdam. Van 2005 tot 1 januari 2006 was hij er (salaried) partner.
Van der Steur was daarnaast eigenaar van een trainingsbureau dat trainingen verzorgde voor advocaten. Hij was van 2006 tot 2010 parttime docent burgerlijk- en ondernemingsrecht aan het "Moot Court" voor gesimuleerde rechtszaken van de Leidse rechtenfaculteit. In 2008 richtte hij met twee anderen het advocatenbureau Legaltree op.

## Politieke loopbaan
Van der Steur was namens de VVD van 1 januari 2006 tot 27 maart 2014 lid van de gemeenteraad van Teylingen en was dat eerder in Warmond van 14 maart 2002 tot 1 januari 2006, waar hij fractievoorzitter was. In totaal is hij driemaal lijsttrekker geweest voor de VVD op gemeentelijk niveau.

### Tweede Kamer
Van 17 juni 2010 tot 20 maart 2015 was hij lid van de Tweede Kamer. Als Kamerlid hield Van der Steur zich met name bezig met justitie onderwerpen. Zo zette hij zich in voor de verbetering van de positie van slachtoffers, waaronder het vrij spreekrecht in de rechtszaal. Hij was lid van de parlementaire enquêtecommissie Fyra en ondervoorzitter van de commissie voor Buitenlandse Zaken. Hij werd door de Tweede Kamer benoemd tot rapporteur voor het voorstel van de Europese Commissie tot oprichting van het Europees Openbaar Ministerie. Met anderen was hij indiener van twee wetsvoorstellen die beoogden kinder- en partneralimentatie te vereenvoudigen.
Bij de Tweede Kamerverkiezingen van 2010 stond hij bij de VVD als 26ste op de kandidatenlijst en kreeg 1273 voorkeurstemmen. Bij die van 2012 stond hij op de 15de plaats. Deze keer was hij goed voor 2012 voorkeurstemmen.

### Ministerschap
Op 20 maart 2015 volgde hij Ivo Opstelten op als minister van Veiligheid en Justitie. Van der Steur sloot met de politiebonden een nieuwe cao voor de Nationale Politie af en herijkte de reorganisatie van de Nationale Politie. Hij liet onderzoek doen naar de financieringsbehoefte van de rechterlijke macht, het openbaar ministerie en de Nationale Politie. Hij loodste een groot aantal wetsvoorstellen door zowel de Tweede als de Eerste Kamer.
Vanaf 1 januari 2016 fungeerde Van der Steur als voorzitter van de Europese raad van justitie en binnenlandse zaken. Het Nederlands voorzitterschap slaagde erin een groot aantal Europese dossiers af te wikkelen, zoals de Europese vuurwapenrichtlijn, de nieuwe privacyverordening en een 'roadmap' voor betere Europese samenwerking bij de bestrijding van terrorisme.
Van der Steur kwam echter ook herhaaldelijk in het nieuws door incidenten. Soms waren die te beschouwen als de nasleep van beleidsdaden van zijn voorganger Opstelten en staatssecretaris Fred Teeven, maar ook op zijn eigen handelen werd kritiek uitgeoefend in het parlement en de media.
Van der Steur bood begin oktober 2015 aan de Tweede Kamer zijn excuses aan voor het verkeerd informeren van de Kamer over de totstandkoming van een foto van Volkert van der Graaf, de voorwaardelijk vrijgelaten moordenaar van Pim Fortuyn, in dagblad De Telegraaf op 17 juni dat jaar. In eerste instantie liet hij de Kamer weten dat het Openbaar Ministerie (OM) pas één dag van tevoren ervan op de hoogte was gesteld dat de foto gemaakt zou worden en dat zijn ministerie niet was ingelicht. Uiteindelijk bleek dat het OM niet alleen ervan wist, maar zelfs het initiatief had genomen voor de foto en dat Van der Steurs Ministerie daarvan op de hoogte was geweest. Van der Steur verontschuldigde zich ermee dat bij de informatieverstrekking aan de Kamer de interne communicatie tussen de afdelingen van zijn ministerie niet goed gefunctioneerd had en beloofde beterschap.
Twee maanden later verontschuldigde hij zich voor het feit dat in een persbericht van zijn voorganger Opstelten verkeerde informatie had gestaan over de zogenaamde Teevendeal. Aan het opstellen van dit bericht had Van der Steur, toen nog Kamerlid, zijn medewerking verleend.
In januari 2016 ontstond er weer controverse rondom de minister. Deze keer bood Van der Steur zijn excuses aan voor zijn stevige uitspraken over het handelen van de patholoog-anatoom George Maat, die hij in april 2015 verweten had een ongepaste en onsmakelijke lezing te hebben gehouden voor studenten met foto's van de lichamen van de slachtoffers die waren omgekomen bij de MH17-rampvlucht. Maat werd daarop verwijderd uit het onderzoeksteam dat de slachtoffers moest identificeren. Naderhand bleek het een gewoonterecht van onderzoekers te zijn dat lezingen, voor vakgenoten, gegeven werden. De politie pleitte Maat vrij. Het politierapport waarin werd geconcludeerd dat de lezing niet in deze vorm en voor dit publiek gehouden had mogen worden, werd door Van der Steur naar de Tweede Kamer gestuurd, maar de bijlagen waren ter bescherming van de privacy van de betrokken personen die aan het onderzoek hadden meegewerkt zwartgelakt. Van der Steur beloofde in het vervolg zorg te zullen dragen voor een betere informatievoorziening aan de Tweede Kamer door dergelijke rapporten vertrouwelijk aan de Kamer ter beschikking te stellen.
Een week later kwam de Teevendeal opnieuw in het nieuws toen een sterk vermoeden ontstond dat het parlement onjuist is geïnformeerd over de overeenkomst in 2001 van het Openbaar Ministerie met crimineel Cees H. Er zou een ambtelijke opdracht gegeven zijn het bewijs van de afrekening ("het bonnetje") niet te vinden, terwijl Ivo Opstelten had beweerd dat het afschrift onvindbaar was en dat er ook geen back-upsysteem meer bestond. Van der Steur riep hierop de "Onderzoekscommissie ontnemingsschikking", die in december 2015 haar bevindingen had gepresenteerd, opnieuw in het leven. Zij moest de vragen beantwoorden die door voorzitter Marten Oosting zelf waren geformuleerd.
In januari 2017 kwam Van der Steur in opspraak naar aanleiding van de Teevendeal. Nieuwsuur-verslaggever Bas Haan onthulde een e-mail uit maart 2015, waaruit bleek dat Van der Steur als Kamerlid wist van de bedragen in de Teevendeal. Volgens de oppositie bleek uit de e-mail ook dat hij aan toenmalig minister Opstelten adviseerde deze bedragen niet kenbaar te maken aan de Tweede Kamer. Van der Steur ontkende dit en wees de Kamer erop dat hij de Kamer al in een eerder debat had geïnformeerd over wat hij op welk moment wel en niet wist. Tijdens een Tweede Kamerdebat op 26 januari 2017 maakte hij bekend zijn ontslag aan te bieden aan de Koning.

## Verdere levensloop
Van der Steur is sinds 1 januari 2018 directeur van Legaltree, het mede door hem opgerichte advocatenkantoor met vestigingen in Leiden, Amsterdam en Rotterdam. Hij is voorzitter van de raad van toezicht van Rijksmuseum Slot Loevestein en lid van de raad van toezicht Slachtofferhulp Nederland en Perspectief Herstelbemiddeling. Daarnaast is hij mediator en betrokken bij een aantal goede doelen. Van der Steur is gastdocent aan de Universiteit Leiden, Faculty of Governance and Global Affairs, Institute of Security and Global Affairs, waar hij in het najaar van 2018 colleges verzorgde in het bachelorvak Security Studies. Sinds april 2019 is Van der Steur voorzitter van de Nederlandse Veiligheidsbranche, de branchevereniging van beveiligingsbedrijven.
Van der Steur bleef na zijn aftreden op afstand betrokken bij de politiek: zo was hij van september 2018 actief als voorzitter van de kandidaatstellingscommissie Provinciale Staten Zuid-Holland 2019.
- Parlement.com: vif4b7vtxzrp